# Marco D'Urbano
Marco D'Urbano (Pescara, 15 augustus 1991) is een Italiaans wielrenner die anno 2017 rijdt voor Androni-Sidermec-Bottecchia.

## Carrière
In 2015 won D'Urbano de tweede etappe van de Ronde van Rhône-Alpes Isère, waarna hij de leiderstrui aan mocht trekken. Deze raakte hij echter na één dag kwijt aan Sam Oomen.
In 2016 vertrok de Italiaan naar Team Roth. Zijn debuut voor de Zwitserse formatie maakte hij in de eerste rit van de Challenge Mallorca, waarin hij op plek 89 eindigde.

## Overwinningen
2015
2e etappe Ronde van Rhône-Alpes Isère

## Ploegen
- 2015 –  GM Cycling Team
- 2016 –  Team Roth
- 2017 –  Androni-Sidermec-Bottecchia (vanaf 15-3)

Cacciotti · Cavasin · Di Sante · D'Urbano · Ferrarotti · Fortin · Hernández · Parra · Pedante · Rotondi · Ruscetta · Sazanov · Stamegna · Visconti · Ciucci (stagiair)
Baillifard · Baldo · Belda · Brüngger · Bussard · Cecchin · D'Urbano · Gaday · Janorschke · Jaun · Kohler · Krizek · Marguet · Page · Pasche · Pasqualon · Pires · Stüssi · Thalmann · Toffali · Tomio · Vaccher · Zampilli · Zordan
Ballerini · Benfatto · Bernal · Bonusi · Cattaneo · D'Urbano · Mar. Frapporti · Mat. Frapporti · Gavazzi · Malucelli · Masnada · Pacioni · Palini · Rivera · Sosa · Spreafico · Taliani · Torres · Vendrame